# Debito del terzo mondo
Dall'indipendenza dei paesi del terzo mondo la questione del sempre maggiore debito estero (il debito contratto da un paese verso creditori privati, governi ed enti pubblici di un altro o altri paesi) verso i paesi del cosiddetto nord del mondo è venuta alla ribalta ed è da molti ritenuta una delle maggiori cause della povertà e del sottosviluppo in questi paesi.

## Storia del debito del terzo mondo

### L'embargo dell'OPEC
La storia del debito del terzo mondo inizia nel 1973, quando gli Stati OPEC decisero di imporre un blocco all'esportazione del petrolio. Ciò comportò una notevole diminuzione dell'offerta della risorsa, con conseguente ascesa dei prezzi fino a quattro volte rispetto al periodo precedente. In risposta, si verificò una diminuzione di consumi, ma poiché la domanda di petrolio è anelastica, i paesi OPEC beneficiarono comunque di un notevole afflusso di denaro, i cosiddetti petrodollari.

### Il monetarismo
Nel 1978-79 ci fu una seconda crisi dei prezzi del petrolio, che quintuplicarono rispetto all'aumento del '73. Ritenendo che l'inflazione derivata da ciò fosse intollerabile, Margaret Thatcher e Ronald Reagan applicarono un approccio monetarista: rialzarono i tassi di interesse. L'operazione si estese quindi a tutta l'Europa e al mondo intero, perché le singole banche centrali non potevano rischiare che i risparmiatori fuggissero negli USA.
In Italia e in Germania, inoltre, la crescita dei tassi d'interesse fu ancora più alta perché doveva bilanciare l'incertezza politica interna (era infatti il periodo del sequestro di Aldo Moro). In quel periodo si parlava di tale operazione come di "raffreddamento della domanda", ma essa portò, nei fatti, a una recessione. Alcuni sostengono che la ragione di ciò sia che il rialzo dei tassi d'interesse può rimediare all'inflazione da eccesso di domanda, ma non a quella da aumento dei costi, che era il caso specifico del '73 e '78-'79.
Gli effetti di tale manovra furono molteplici:
- La recessione provocò un aumento della disoccupazione nei paesi industrializzati.
- Nei paesi che avevano contratto il debito (cioè nel Sud del mondo), poiché esso era stipulato in dollari, si verificò un aumento del servizio del debito (ossia la quota annua da versare ai creditori, cioè gli interessi).
- Ci fu un apprezzamento del dollaro, il cui tasso di cambio raddoppiò verso la sterlina, il marco tedesco e il franco svizzero, quadruplicò con la lira italiana e più che decuplicò verso le altre valute del Sud del mondo. L'apprezzamento fu causato dalla crescita della domanda di dollari, necessari per comprare titoli di stato statunitensi. L'apprezzamento era inoltre favorevole agli Stati Uniti poiché erano e sono grandi importatori di merci. Questi tre effetti causarono una vera e propria esplosione del debito.
- Si diffuse quindi sfiducia verso le valute del Sud del mondo, con un conseguente deprezzamento che aggravò la situazione. L'iperinflazione, anch'essa causata da quanto detto prima, comportò enormi disuguaglianze economiche e sociali all'interno dei paesi colpiti.

### Le riforme strutturali e i loro difetti
Nel 1982 il Messico, oppresso dall'insostenibilità del debito, dichiarò l'insolvenza. Si temette allora che la sfiducia nel sistema bancario potesse provocare una crisi simile a quella del 1929 e quindi il ritiro simultaneo del denaro dalle banche. Per evitare ciò i governi dei paesi industrializzati, il Fondo Monetario Internazionale e la Banca Mondiale decisero di concedere prestiti ai paesi debitori, a condizione che questi attuassero le cosiddette "politiche di aggiustamento strutturale": quindi, in un certo senso, gli stati debitori "pagarono" parte dei loro interessi limitando la loro sovranità. Si verificò quindi un passaggio, a volte parziale, dall'indebitamento verso privati all'indebitamento verso governi ed enti pubblici.
Le opinioni su queste "riforme strutturali" sono diverse. I loro sostenitori ritengono che l'imposizione di queste misure garantisca la buona salute dell'economia del paese che ha contratto il debito, garantendo così la legittima restituzione dello stesso al paese che lo ha concesso. I loro oppositori sostengono che le politiche strutturali hanno l'obiettivo, più che di garantire la stabilità, di rendere l'economia interna facile preda dei capitali stranieri e dello sfruttamento da parte di compagnie multinazionali delle risorse locali; questo processo renderebbe quindi i paesi debitori sempre più dipendenti dai creditori.
Storicamente, le privatizzazioni di enti pubblici portarono a numerosi licenziamenti e la rimozione dei dazi sul commercio condusse all'ingresso di merci straniere, più competitive e a volte sovvenzionate, nei paesi debitori; questo a sua volta danneggiò l'agricoltura e l'industria interne. Ne seguì un impoverimento della popolazione dovuto alla riduzione generalizzata dei salari e alla fuga delle aziende straniere, che non disponevano più di un mercato a cui vendere i propri prodotti.
A ciò si deve aggiungere l'uso sconsiderato che molti governi, come il regime di Joseph Mobutu e molti altri governi dittatoriali, hanno fatto dei nuovi prestiti. Oltre che per alimentare la corruzione tali fondi sono stati infatti spesso usati anche per acquistare armi dai paesi industrializzati. Quest'ultima azione causò a volte la corsa agli armamenti tra paesi confinanti i quali furono quindi indotti a destinare sempre più soldi alla difesa.
FMI e BM hanno in seguito disposto dei piani di crescita e riduzione della povertà (Growth and Poverty Reduction Strategy, GPRS).

### Prese di posizione
Una campagna della CEI nel 1999 si prefisse come scopo la sensibilizzazione del governo italiano sul tema della cancellazione del debito e dell'adozione di programmi che favorissero la democrazia e lo sviluppo utilizzando come mezzi le risorse così liberate.
Durante il Giubileo del 2000, anche il Papa, Giovanni Paolo II si espresse a favore della cancellazione del debito con la lettera apostolica Tertio Millennio Adveniente.
Il 28 luglio 2000 il Parlamento italiano approvò una legge (la n. 209/2000) sulla cancellazione del debito di alcuni paesi poveri.